# The Flaming Lips and Stardeath and White Dwarfs with Henry Rollins and Peaches Doing The Dark Side of the Moon
The Flaming Lips and Stardeath and White Dwarfs with Henry Rollins and Peaches Doing The Dark Side of the Moon è il tredicesimo album in studio del gruppo rock psichedelico The Flaming Lips, cover del disco del 1973 The Dark Side of the Moon dei Pink Floyd.
L'album venne pubblicato il 22 dicembre 2009 su iTunes e su altri negozi digitali una settimana dopo.
Il 17 aprile 2010 la Warner Bros. ne pubblicò 5000 copie in vinile in occasione del Record Store Day.

Il frontman dei Flaming Lips Wayne Coyne anticipò l'uscita del tributo prima di un concerto al Ricardo Montalbàn Theater di Hollywood. Alla registrazione hanno partecipato la band Stardeath and White Dwarfs, Henry Rollins (che si è occupato delle interviste tra una canzone e l'altra) e la cantante Peaches, che ha preso il ruolo di Clare Torry in The Great Gig in the Sky.

## Tracce
1. Speak to Me/Breathe – 5:19
2. On the Run – 3:55
3. Time + Breathe (Reprise) – 4:57
4. The Great Gig in the Sky – 3:57
5. Money – 5:31
6. Us and Them – 7:45
7. Any Colour You Like – 2:42
8. Brain Damage – 4:42
9. Eclipse – 2:12